# Deuterotypus elongatus
Deuterotypus elongatus là một loài tò vò trong họ Ichneumonidae.